# Línea 20 de TMB

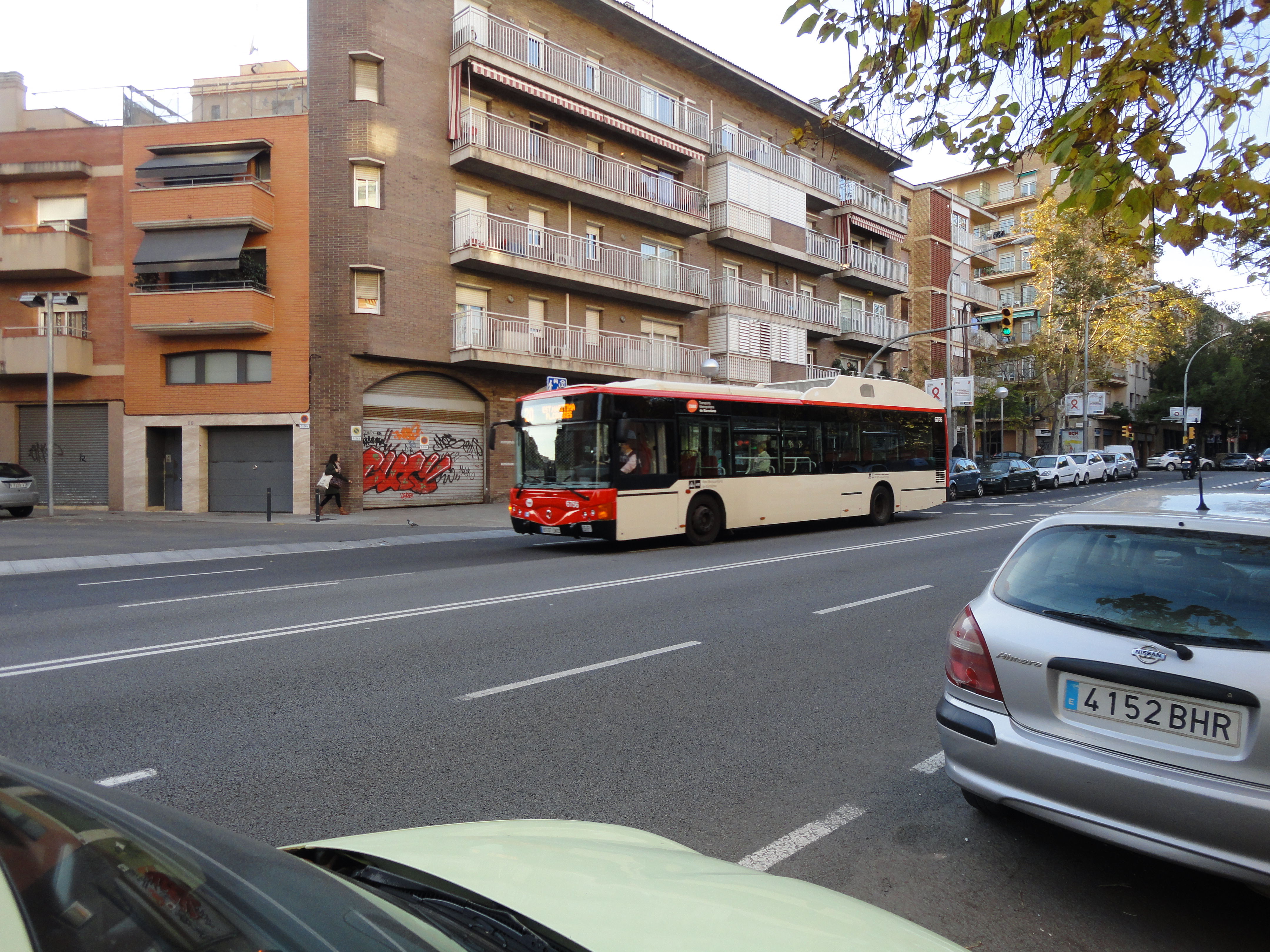
Autobús de la línea 20 en la calle Felipe II dirección a la Estación Marítima.

La línea 20 era una línea regular de autobús urbano de la ciudad de Barcelona, gestionada por la empresa TMB. Hacía su recorrido entre av. Roma y la Pl. del Congreso.

## Horarios
| 20         | Primer servicio A: Pl. Congreso | Primer servicio A: Av. Roma | Último servicio A: Pl. Congreso | Último servicio A: Av.Roma |
| Laborables |                                 |                             |                                 |                            |
| Sábados    |                                 |                             |                                 |                            |
| Festivos   |                                 |                             |                                 |                            |

## Recorrido
- De Pl. Congres a Av. Roma por: Felipe II, Juan de Garay, Pº Maragall, San Antonio María Claret, Pº de San Juan, Córcega, Bruch, Mallorca hasta Viladomat/Av. de Roma.
- De Av. Roma a Pl. Congreso por: Valencia, Roger de Lauria, Rosellón, Pº San Juan, Industria, Pº Maragall, Olesa y Felipe II. hasta Pl. del Congrés.

## Otros datos
| Prestación                   | Disponibilidad en la línea |
| ---------------------------- | -------------------------- |
| Adaptada a                   | Sí                         |
| TMB iBus (tiempo de espera ) | Sí                         |
| Pantallas informativas       | Sí                         |
| Línea de tránsito rápido     | No                         |
| Circula en días festivos     | Sí                         |